# Djura Džudžar

Wappen von Đura Džudžar

Djura Džudžar (serbisch-kyrillisch Ђура Џуџар; * 22. April 1954 in Đurđevo (Batschka), Jugoslawien) ist griechisch-katholischer Bischof von Ruski Krstur in Serbien.

## Leben
Djura Džudžar wuchs in der Region Batschka in der autonomen Provinz Vojvodina des damaligen Jugoslawien auf. Er empfing am 7. September 1980 vom Belgrader Erzbischof Gabrijel Bukatko die Priesterweihe für die griechisch-katholische Eparchie Križevci.
Am 3. März 2001 erfolgte seine Ernennung zum Weihbischof der Eparchie Mukatschewe (Ukraine) der ruthenisch-katholischen Kirche durch Papst Johannes Paul II., gleichzeitig wurde er Titularbischof von Acrassus. Die Bischofsweihe erhielt er am 19. März 2001 im Petersdom in Rom von Papst Johannes Paul II.; Mitkonsekratoren waren die Kurienkardinäle Angelo Sodano und Giovanni Battista Re. Die Ernennung zum ersten Exarchen des Apostolischen Exarchats von Serbien und Montenegro fand am 28. August 2003 statt. Mit der Erhebung des Exarchats zur Eparchie Sankt Nikolaus Ruski Krstur am 6. Dezember 2018 wurde er deren erster Diözesanbischof.